# Albrekt Lockert
Albrekt Lockert (Locker, Locken) var en guldsmed verksam i Stockholm under 1600-talet.
Albrekt Lockert blev mästare 1623 sedan han gift sig med guldsmeden Hans Bööks änka. Han inskrev en mängd lärlingar 1626-1653. 1646 förgyllde han tillsammans med Herman Kauffman korset på Storkyrkans torn. 1653 sägs han vara ålderman vid guldsmedsämbetet. Han avled före 1668 då hans änka anges vara död. Bland hans arbeten märks en dopskål från 1624 i Strängnäs domkyrka, en dopskål och oblatask skänkta 1632 i Uppsala domkyrka, en oblatask daterad 1655 i Katarina kyrka, en silversked på Nordiska museet, en silverskål på Löfstad slott, en dryckeskanna på Röhsska museet, en silsked i Klara kyrka och en sked på Nationalmuseum.